# Đông Tảo
Đông Tảo là một xã thuộc huyện Khoái Châu, tỉnh Hưng Yên, Việt Nam.

## Địa lý
Xã Đông Tảo nằm ở phía bắc huyện Khoái Châu, cách trung tâm huyện 7 km, có vị trí địa lý:
- Phía đông giáp huyện Yên Mỹ
- Phía tây giáp xã Bình Minh
- Phía nam giáp xã Dạ Trạch
- Phía bắc giáp huyện Văn Giang.

Xã Đông Tảo có diện tích 5,23 km², dân số năm 2019 là 8.760 người, mật độ dân số đạt 1.674 người/km².
Đông Tảo chính là quê hương của giống gà Đông Tảo (còn bị gọi nhầm là gà Đông Cảo) nổi tiếng.

## Hành chính
Xã Đông Tảo được chia thành 4 thôn: Dũng Tiến, Đông Kim, Đông Tảo Đông, Đông Tảo Nam.

## Lịch sử
Trước đây, Đông Tảo là một xã thuộc huyện Châu Giang cũ.
Ngày 24 tháng 7 năm 1999, Chính phủ ban hành Nghị định số 60/1999/NĐ-CP về việc chuyển xã Đông Tảo thuộc huyện Châu Giang cũ chuyển về huyện Khoái Châu mới tái lập quản lý.